# Parigny-la-Rose
Parigny-la-Rose est une commune française, située dans le département de la Nièvre en région Bourgogne-Franche-Comté.

## Géographie
Parigny-la-Rose est une commune située dans le département de la Nièvre, dans l’arrondissement de Clamecy. La superficie de la commune est de 877 hectares. Son altitude varie entre 190 et 285 mètres. Elle comptait 33 habitants en 2022, appelés les Parignycois et les Parignycoises.
Le village est implanté dans le nord de la Nièvre, à environ 52 km de Nevers (par la route). Il est situé à 6 km de Varzy et à 20 km au sud-ouest de Clamecy, son chef-lieu d'arrondissement.

### Lieux-dits et écarts
Bousson, Motte (la), Motte-Migny (la), Parigny, Serre et Thurillon.

### Climat
Pour des articles plus généraux, voir Climat de la Bourgogne-Franche-Comté et Climat de la Nièvre.
En 2010, le climat de la commune est de type climat océanique dégradé des plaines du Centre et du Nord, selon une étude du Centre national de la recherche scientifique s'appuyant sur une série de données couvrant la période 1971-2000. En 2020, Météo-France publie une typologie des climats de la France métropolitaine dans laquelle la commune est exposée à un climat océanique altéré et est dans la région climatique  Centre et contreforts nord du Massif Central, caractérisée par un air sec en été et un bon ensoleillement. 
Pour la période 1971-2000, la température annuelle moyenne est de 10,9 °C, avec une amplitude thermique annuelle de 15,9 °C. Le cumul annuel moyen de précipitations est de 867 mm, avec 12,9 jours de précipitations en janvier et 7,9 jours en juillet. Pour la période 1991-2020, la température moyenne annuelle observée sur la station météorologique de Météo-France la plus proche, « Clamecy », sur la commune de Clamecy à 16 km à vol d'oiseau, est de 11,5 °C et le cumul annuel moyen de précipitations est de 707,4 mm. 
La température maximale relevée sur cette station est de 40,7 °C, atteinte le 25 juillet 2019 ; la température minimale est de −14 °C, atteinte le 9 février 2012,,. 
Les paramètres climatiques de la commune ont été estimés pour le milieu du siècle (2041-2070) selon différents scénarios d'émission de gaz à effet de serre à partir des nouvelles projections climatiques de référence DRIAS-2020. Ils sont consultables sur un site dédié publié par Météo-France en novembre 2022.

## Urbanisme

### Typologie
Au 1er janvier 2024, Parigny-la-Rose est catégorisée commune rurale à habitat très dispersé, selon la nouvelle grille communale de densité à sept niveaux définie par l'Insee en 2022.
Elle est située hors unité urbaine. Par ailleurs la commune fait partie de l'aire d'attraction de Clamecy, dont elle est une commune de la couronne,. Cette aire, qui regroupe 45 communes, est catégorisée dans les aires de moins de 50 000 habitants,.

### Occupation des sols
L'occupation des sols de la commune, telle qu'elle ressort de la base de données européenne d’occupation biophysique des sols Corine Land Cover (CLC), est marquée par l'importance des territoires agricoles (64,5 % en 2018), une proportion identique à celle de 1990 (64,5 %). La répartition détaillée en 2018 est la suivante : terres arables (39 %), forêts (35,5 %), prairies (25,4 %). L'évolution de l’occupation des sols de la commune et de ses infrastructures peut être observée sur les différentes représentations cartographiques du territoire : la carte de Cassini (XVIIIe siècle), la carte d'état-major (1820-1866) et les cartes ou photos aériennes de l'IGN pour la période actuelle (1950 à aujourd'hui).

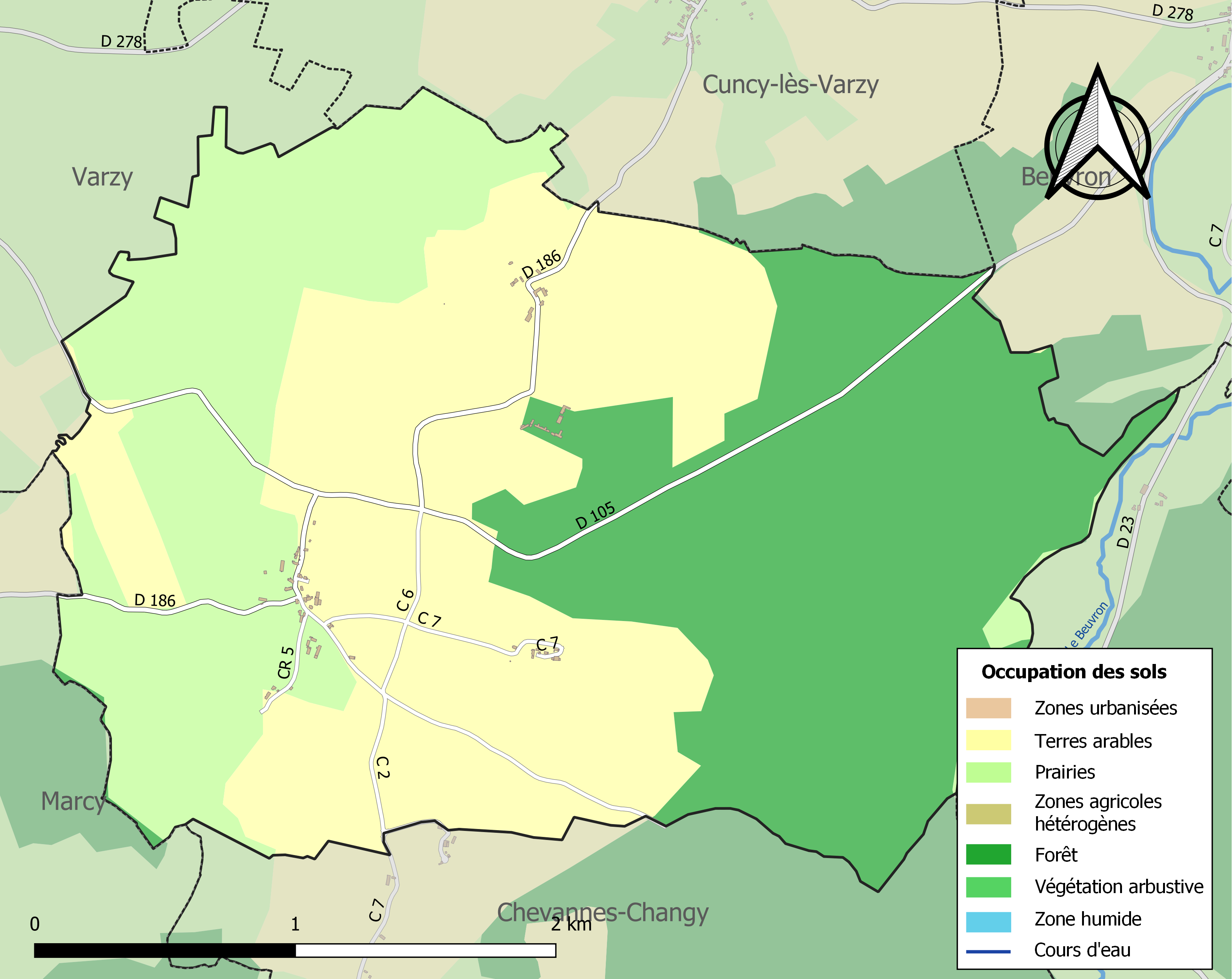
Carte des infrastructures et de l'occupation des sols de la commune en 2018 (CLC).

## Toponymie
On relève la forme suivante du nom de la commune en 1535 : Perrigniacum (pouillé d'Auxerre).
La paroisse, autrefois relevant du diocèse d’Auxerre, est sous l’invocation de saint Baudèle (ou Baudel). Elle pourrait avoir pris ce titre à l’occasion de la translation des reliques du martyr chrétien par les moines de Cessy-les-Bois à la fin du IXe siècle.
Il est à noter qu’il existe, dans l’Aube, une commune du nom de Périgny-la-Rose.

## Histoire

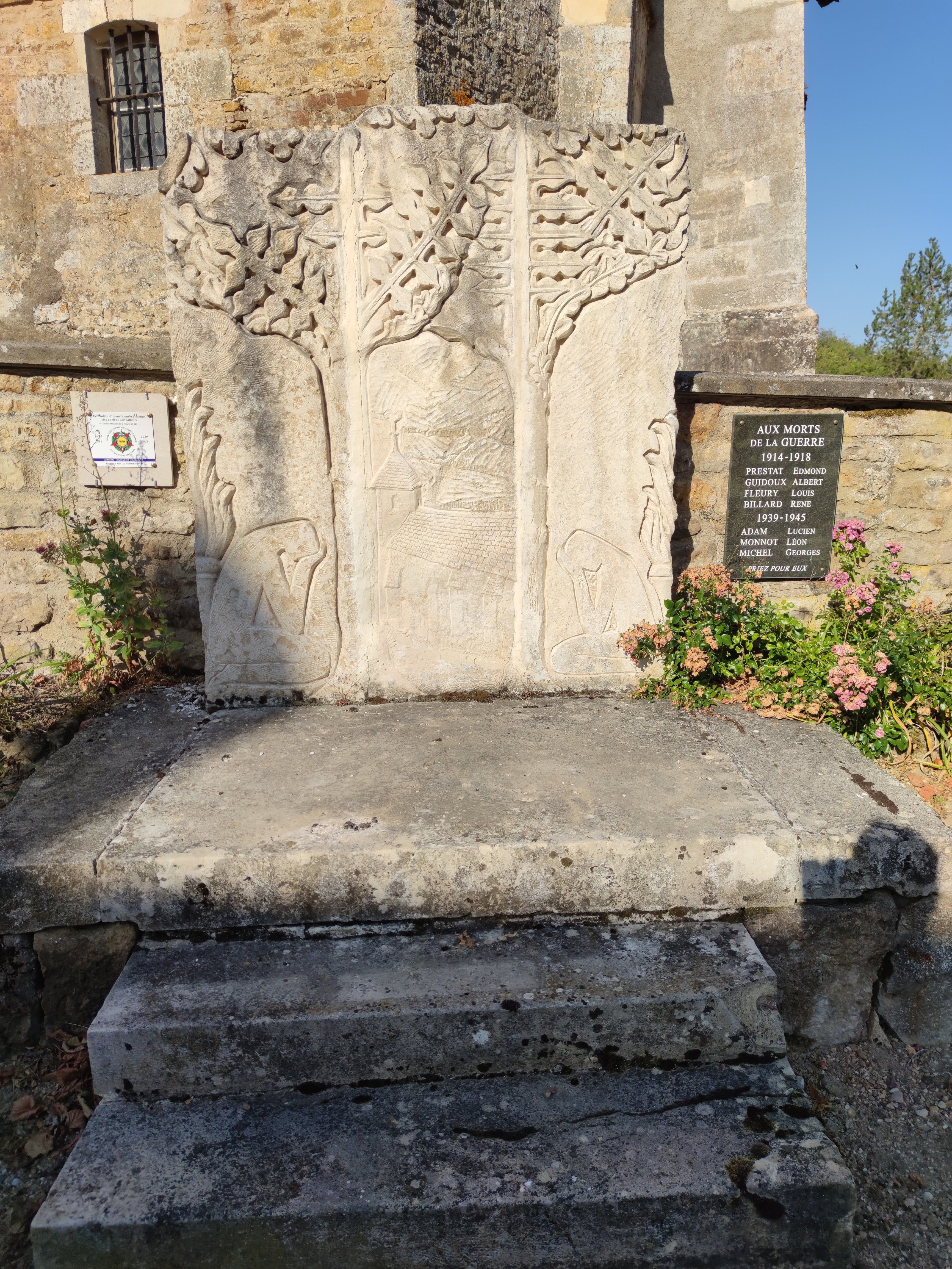
Le monument aux morts.

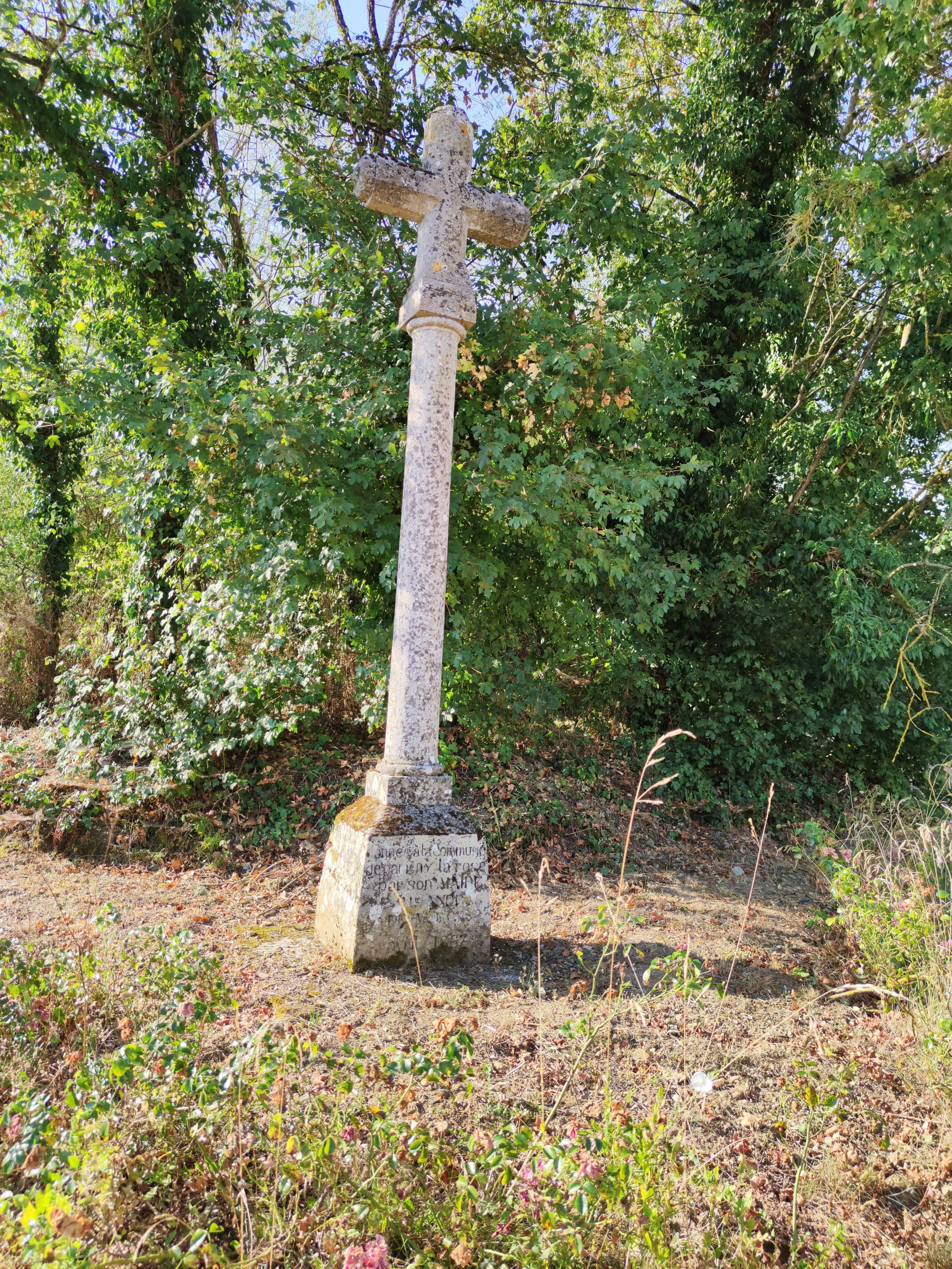
Croix donnée à la commune par son maire, le comte Andras de Marcy, en 1867.

- La première mention connue du nom de la commune remonte à 1535.
- En 1795, une couche de charbon de terre est prétendument découverte dans un pré[18], en bordure de la route reliant Parigny à Marcy ; des travaux de prospection sont entrepris, en partie exécutés par sept prisonniers de guerre, logés pour l’occasion au château de Serre, mais au bout de deux mois d'un rude labeur il faut se rendre à l’évidence : il n’y a pas de mine de charbon de terre à cet endroit[19].
- La « maison d’école » est construite en 1888, entraînant une dépense, selon les uns, d’environ 18 000 francs et de 14 873 francs selon les autres ; elle n’est alors fréquentée que par 8 élèves de 6 à 13 ans ; la nomination d’une institutrice pour la diriger suscite les protestations d’une partie de la population[20].
- En 1906[21], le nombre d'habitants de Parigny-la-Rose, qui compte 24 maisons, s'élève à 93 individus. La commune compte un curé, un instituteur, deux cantonniers, un garde champêtre et un garde particulier. Il n’y a aucun commerçant et un seul artisan : un maréchal-ferrant. La profession la plus représentée est celle de cultivateur (32), suivie par les ouvriers agricoles (8), les domestiques (4) et les fermiers (2). On recense également dans la commune 4 rentiers et rentières. Au total, on relève à Parigny 11 professions différentes. On n’y trouve, selon le recensement de 1906, ni médecin ni notaire ni cabaretier ni sage-femme. Contrairement à bon nombre de communes nivernaises, les familles du village n’accueillent aucun « enfant assisté » ou nourrisson.
- En 1933, Étienne Prestat, conseiller municipal de 78 ans, est assassiné pour un motif crapuleux et son corps est retrouvé carbonisé à son domicile[22].
- En 1936, le village compte un aubergiste[23].
- En 1938, le Syndicat des services publics et de santé installe une colonie de vacances dans « l’ancien château des ducs de Marcy », le château de Serre, au milieu d’un parc de 10 hectares comprenant deux vergers et un étang « peuplé de carpes »[24].
- En 2015, la commune offre un monument aux morts à ses quatre poilus morts en 1914-1918 : René Billard, Albert Guidoux, Louis Fleury et Edmond Prestat[25]. Jusque-là, la commune ne disposait que d’une maquette en plâtre, œuvre du sculpteur varzycois Émile Boisseau, conservée dans l’église[26].

### Curés
- André Dupin (1657), Louis Thierrat[27] (1705), Jacques Chauve (1880), Charles-Justin Lalfert (1906)...

### Instituteurs
- Mle Genty (1888), Étienne-Gustave Lapertot (nommé en 1889), Pierre Guenot (1906), Charles-Henri Drillon (1911), Lucienne Guilloux (1936)...

### Seigneurs
- Jean de Boirousseau, seigneur de Serre (1499)[28], Charles Andras, chevalier, seigneur de Serre, Parigny-la-Rose, Mhères et autres lieux (XVIIIe siècle)[29]...

## Politique et administration
| Période                                  | Période  | Identité              | Étiquette | Qualité           |
| ---------------------------------------- | -------- | --------------------- | --------- | ----------------- |
| Les données manquantes sont à compléter. |          |                       |           |                   |
| 1867                                     |          | Andras de Marcy       |           |                   |
| 1887                                     |          | Edme Boisseau         |           |                   |
| avant 1995                               | 2014     | Jean Monsinjon        | DVD       | Agent d'assurance |
| mars 2014                                | 2018     | Maurice Nicolas       |           |                   |
| 2018                                     | En cours | Charles Van Belleghen |           |                   |

## Démographie
L'évolution du nombre d'habitants est connue à travers les recensements de la population effectués dans la commune depuis 1793. Pour les communes de moins de 10 000 habitants, une enquête de recensement portant sur toute la population est réalisée tous les cinq ans, les populations de référence des années intermédiaires étant quant à elles estimées par interpolation ou extrapolation. Pour la commune, le premier recensement exhaustif entrant dans le cadre du nouveau dispositif a été réalisé en 2005.

En 2022, la commune comptait 33 habitants, en évolution de −17,5 % par rapport à 2016 (Nièvre : −3,28 %, France hors Mayotte : +2,11 %).
| 1793 | 1800 | 1806 | 1821 | 1831 | 1836 | 1841 | 1846 | 1851 |
| ---- | ---- | ---- | ---- | ---- | ---- | ---- | ---- | ---- |
| 190  | 159  | 203  | 199  | 178  | 182  | 201  | 167  | 171  |

| 1856 | 1861 | 1866 | 1872 | 1876 | 1881 | 1886 | 1891 | 1896 |
| ---- | ---- | ---- | ---- | ---- | ---- | ---- | ---- | ---- |
| 185  | 173  | 165  | 155  | 149  | 135  | 121  | 133  | 110  |

| 1901 | 1906 | 1911 | 1921 | 1926 | 1931 | 1936 | 1946 | 1954 |
| ---- | ---- | ---- | ---- | ---- | ---- | ---- | ---- | ---- |
| 99   | 93   | 97   | 68   | 86   | 71   | 73   | 79   | 70   |

| 1962 | 1968 | 1975 | 1982 | 1990 | 1999 | 2005 | 2006 | 2010 |
| ---- | ---- | ---- | ---- | ---- | ---- | ---- | ---- | ---- |
| 78   | 74   | 77   | 66   | 52   | 40   | 31   | 29   | 37   |

| 2015 | 2020 | 2022 | - | - | - | - | - | - |
| ---- | ---- | ---- | - | - | - | - | - | - |
| 39   | 34   | 33   | - | - | - | - | - | - |

## Culture locale et patrimoine

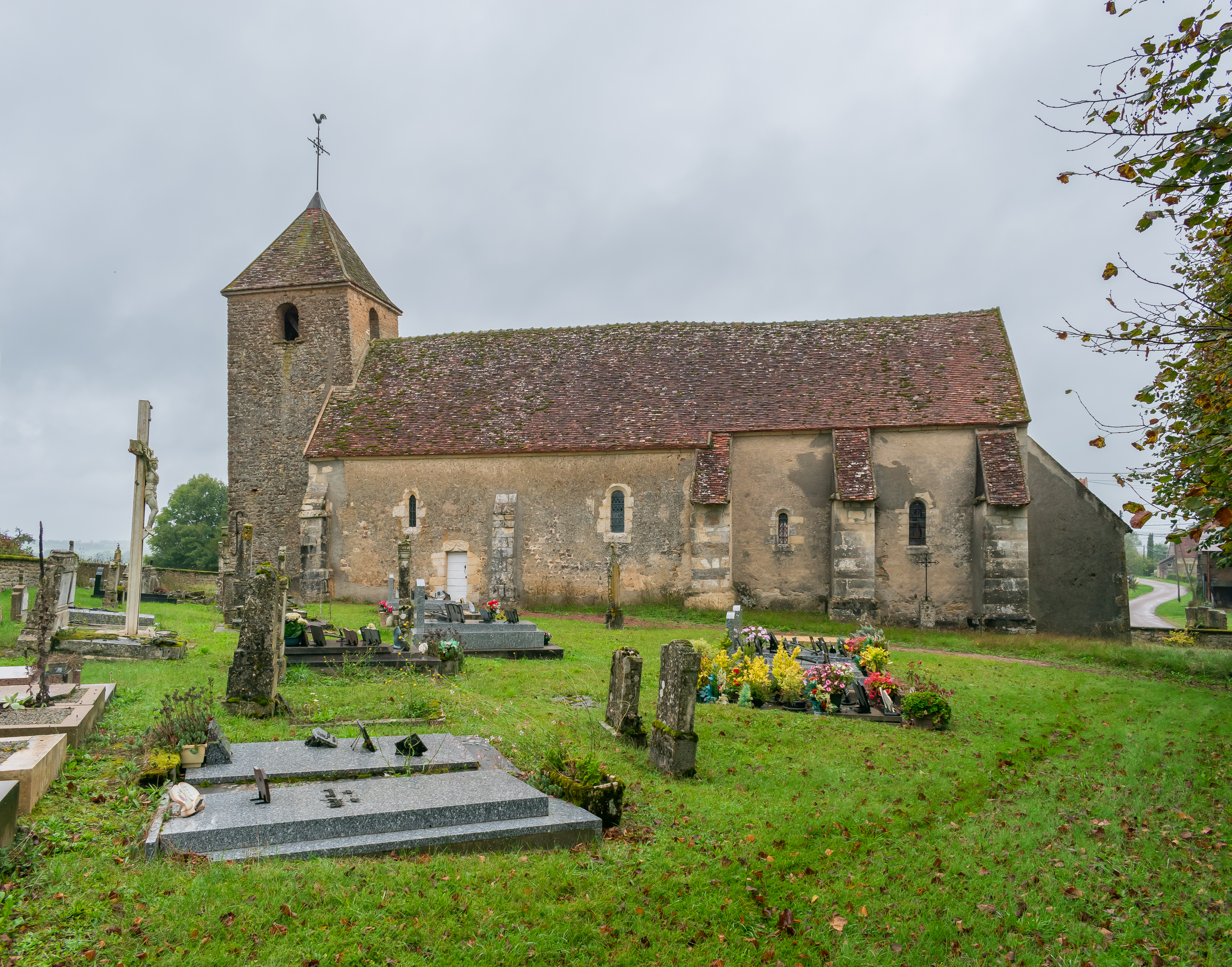
Église Saint-Baudel.

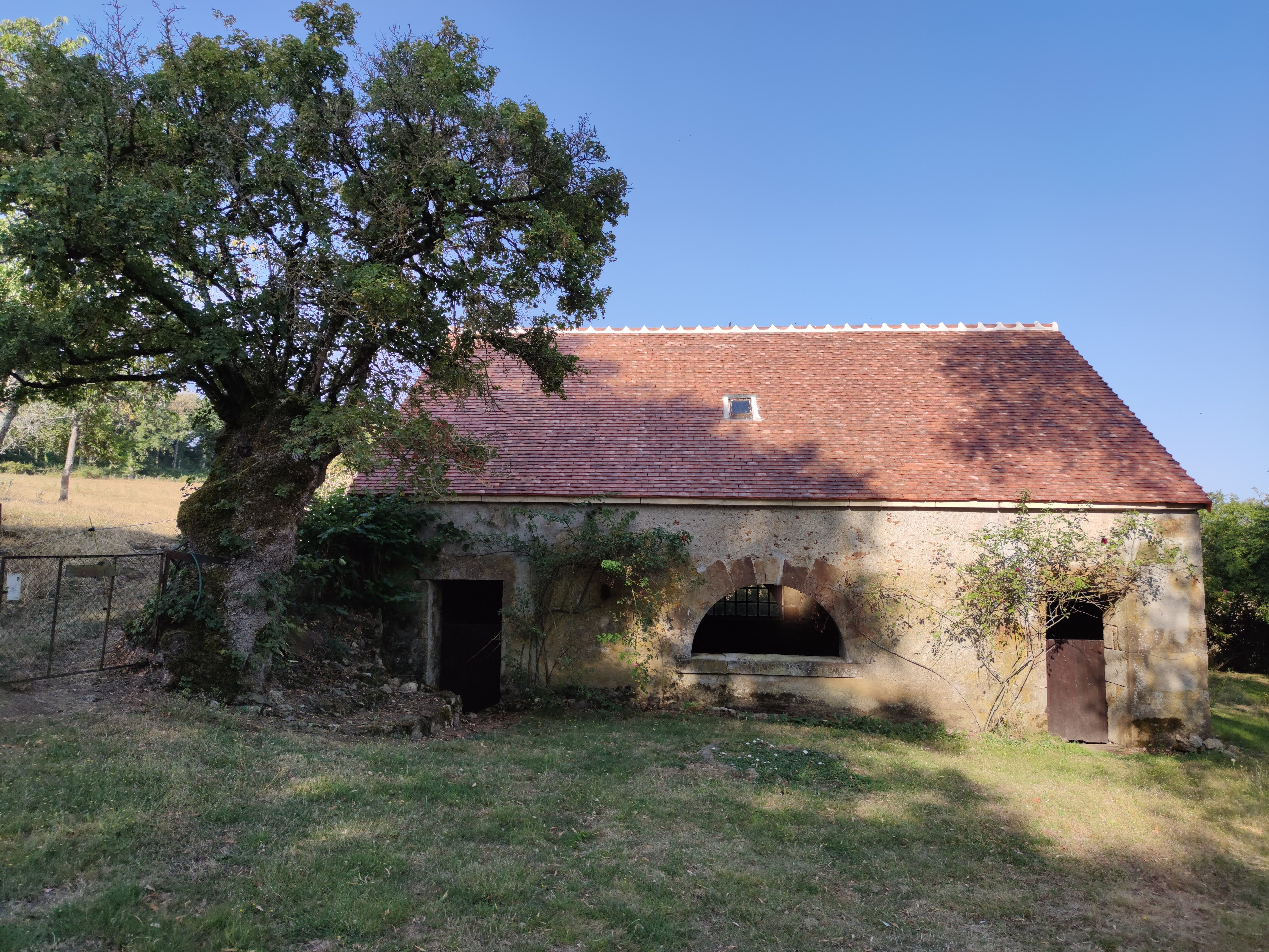
Le lavoir.

### Lieux et monuments
- Église Saint-Baudel (XVIe siècle), restaurée au XIXe siècle ; clocher ajouté en 1899[35].
- Château de Serre (fin XVIIIe siècle)[36].
- Lavoir, notamment réputé pour sa charpente en arcs brisés « à la Philibert Delorme »[37], alimenté par une source qui, selon la légende, aurait jailli sous le sabot du cheval de saint Baudel, saint patron de la commune ; la toiture, menacée de délabrement, est l’objet d’une restauration en 2020[38].